# Liste der denkmalgeschützten Objekte in Königstetten
Die Liste der denkmalgeschützten Objekte in Königstetten enthält die 9 denkmalgeschützten, unbeweglichen Objekte der niederösterreichischen Marktgemeinde Königstetten.

## Denkmäler
| Foto  |                 | Denkmal                                                                                 | Standort                                                       | Beschreibung                                                                                                  | Metadaten |
| ----- | --------------- | --------------------------------------------------------------------------------------- | -------------------------------------------------------------- | --- | --- |
| ja    | Datei hochladen | Pest-/Dreifaltigkeitssäule HERIS-ID: 26804 Objekt-ID: 23303                             | gegenüber Hauptplatz 1 (Gemeindeamt) Standort KG: Königstetten | Auf dem Hauptplatz steht eine Pestsäule von 1768.                                                             | BDA-Hist.: Q37904411 Status: § 2a Stand der BDA-Liste: 2025-06-30 Name: Pest-/Dreifaltigkeitssäule GstNr.: 3340/1 Dreifaltigkeitssäule (Königstetten) |
| ja    | Datei hochladen | Brunnen HERIS-ID: 26805 Objekt-ID: 23304                                                | Hauptplatz 1 Standort KG: Königstetten                         | Der barocke Brunnen vor der Pfarrkirche wird auf 1652 datiert.                                                | BDA-Hist.: Q37904430 Status: § 2a Stand der BDA-Liste: 2025-06-30 Name: Brunnen GstNr.: 1 Fountain Hauptplatz Königstetten                            |
| ja    | Datei hochladen | Ehem. Schloss Königstetten HERIS-ID: 26803 Objekt-ID: 23302                             | Hauptplatz 1 Standort KG: Königstetten                         | Das ehemalige herrschaftliche Wohn- und Amtshaus war bis 1803 Sitz des bischöflich passauischen Rentmeisters. | BDA-Hist.: Q37904390 Status: § 2a Stand der BDA-Liste: 2025-06-30 Name: Ehem. Schloss Königstetten GstNr.: 1 Schloss Königstetten                     |
| ja BW | Datei hochladen | Nebengebäude des ehem. Schlosses/sog. Barbarakapelle HERIS-ID: 110545 Objekt-ID: 128251 | Hauptplatz 2 Standort KG: Königstetten                         | Anmerkung: Die Barbarakapelle befindet sich in einem neu erbauten Haus, da das alte abgerissen wurde.         | BDA-Hist.: Q37819297 Status: Bescheid Stand der BDA-Liste: 2025-06-30 Name: Nebengebäude des ehem. Schlosses/sog. Barbarakapelle GstNr.: 3            |
| ja    | Datei hochladen | Göttweiger Herrenhof HERIS-ID: 26799 Objekt-ID: 23298                                   | Kogelgasse 11 Standort KG: Königstetten                        | Ein zweigeschoßiger hakenförmiger Bau mit einer teilweise spätmittelalterlichen Bausubstanz.                  | BDA-Hist.: Q37904348 Status: Bescheid Stand der BDA-Liste: 2025-06-30 Name: Göttweiger Herrenhof GstNr.: 210 Göttweigerhof Königstetten               |
| ja    | Datei hochladen | Pfarrhof HERIS-ID: 26806 Objekt-ID: 23305                                               | Schulgasse 3 Standort KG: Königstetten                         | Ein zweigeschoßiger Bau mit einer Bausubstanz aus dem 15. Jahrhundert.                                        | BDA-Hist.: Q37904448 Status: § 2a Stand der BDA-Liste: 2025-06-30 Name: Pfarrhof GstNr.: 199                                                          |
| ja    | Datei hochladen | Kath. Pfarrkirche hl. Jakobus d. Ä. HERIS-ID: 26807 Objekt-ID: 23306                    | Hauptplatz 7, gegenüber Standort KG: Königstetten              | Eine gotische Saalkirche, die 1382 bis 1415 errichtet wurde.                                                  | BDA-Hist.: Q37904465 Status: § 2a Stand der BDA-Liste: 2025-06-30 Name: Kath. Pfarrkirche hl. Jakobus d. Ä. GstNr.: 200 Pfarrkirche Königstetten      |
| ja    | Datei hochladen | Figur hl. Florian HERIS-ID: 26810 Objekt-ID: 23309                                      | Wiener Straße 44, bei Standort KG: Königstetten                | Eine klassizierende Statue auf quadratischem Postament aus dem Jahr 1885.                                     | BDA-Hist.: Q37904484 Status: § 2a Stand der BDA-Liste: 2025-06-30 Name: Figur hl. Florian GstNr.: 303                                                 |
| ja    | Datei hochladen | Figur hl. Johannes Nepomuk HERIS-ID: 26811 Objekt-ID: 23310                             | Wiener Straße 53, vor Standort KG: Königstetten                | Eine Nepomuk-Statue aus der Mitte des 18. Jahrhunderts.                                                       | BDA-Hist.: Q37904515 Status: § 2a Stand der BDA-Liste: 2025-06-30 Name: Figur hl. Johannes Nepomuk GstNr.: 3376                                       |